# Blockudoku
Blockudoku ist eine mobile App, bei der Spielsteinblöcke auf einem Sudoku-artigen Feld abgelegt werden.

## Spielablauf
Wie bei Sudoku besteht das Spielfeld aus 9 × 9 Feldern, aber anders als bei Sudoku geht es nur um die Belegung des Feldes und nicht um den Inhalt. Beim Spielablauf müssen die zufällig angebotenen Spielsteinblöcke so eingefügt werden, dass (senkrechte oder waagerechte) Linien aus neun Steinen oder Blöcke aus 3 × 3 Steinen gefüllt werden, die dann wieder frei werden. Das Spiel endet, wenn für die angebotenen Spielsteinblöcke kein Platz mehr auf dem Spielfeld ist.
Ziel ist es, dieses Ende möglichst lange zu vermeiden und so möglichst viele Punkte zu sammeln. Für jedes gefüllte Feld wird ein Punkt vergeben; wird eine Linie oder ein Block gefüllt, erhält man zusätzlich die Punkte für die Anzahl dieser Felder. Spielsteinblöcke bestehen aus einem bis fünf Feldern aus linearen, L- und U-Formen. Zusatzpunkte gibt es für eine Strähne, wenn zwei oder mehr Füllungen hintereinander gelingen.
Neben dem Standardspiel werden Sonderspiele angeboten, bei der beispielsweise bestimmte Felder abgeräumt werden müssen.
Die App wird unter anderem von Easybrain, Oakever Games und Online angeboten.